# حزقيال لوبيز
حزقيال لوبيز (بالإنجليزية: Juan López)‏ هو لاعب كرة قاعدة أمريكي، ولد في 6 نوفمبر 1956.